# 紫茎兰属
紫茎兰属（学名：Risleya）是兰科下的一个属，为腐生兰。该属仅有紫茎兰（Risleya atropurpurea）一种，分布于锡金及中国云南、四川、西藏。